# Medy van der Laan
Medy Catharina van der Laan (Spijkenisse, 14 augustus 1968) is een Nederlands bestuurder en voormalig politica. In het kabinet-Balkenende II was zij staatssecretaris van Cultuur en Media namens D66.

## Biografie

### Opleiding
Na het behalen van het vwo-diploma studeerde Van der Laan aan de Katholieke Universiteit Nijmegen Nederlands recht (doctoraalexamen 1990). In haar afstudeerjaar volgde zij de postdoctorale opleiding tot wetgevingsjurist. Daarnaast volgde zij van 1985 tot 1987 aan het Conservatorium Arnhem de vooropleiding harp.

### Werkzaamheden
In 1991 trad Van der Laan in dienst als ambtenaar bij het ministerie van Binnenlandse Zaken, vanaf 1998 het ministerie van Binnenlandse Zaken en Koninkrijksrelaties. Zij werkte daar tot 1994 als beleidsmedewerker algemeen politiebeleid bij de afdeling Juridische en Bestuurlijke Zaken van de Directie Politie, en was daarna tot 1998 projectleider bij de projectenpool van het bureau Secretaris-Generaal en politiek assistent van de staatssecretaris, Jacob Kohnstamm. Ze was tot 2001 hoofd van de afdeling Bestuurlijke, Internationale en Juridische Zaken van de directie Brandweer en Rampenbestrijding. In 2001 ging ze bij de directie Personeelsmanagement Rijksdienst werken. Ze werd daar benoemd tot hoofd RAAC (centrum voor arbeidsmarktcommunicatie) en in 2002 op interim-basis tot kwartiermaker HRM-Academie Rijk. In 2002 werd ze verkozen tot Jonge Ambtenaar van het jaar.

### Politieke werkzaamheden
Van der Laan werd op 27 mei 2003 benoemd tot staatssecretaris van Onderwijs, Cultuur en Wetenschappen in het tweede kabinet-Balkenende, als vertegenwoordiger van D66. Haar belangrijkste beleidsplan was het uitwerken van een herstructureringsplan voor het publieke omroepbestel, waartoe de kabinetspartijen in het Voorjaarsoverleg van 2005 hadden besloten. Volgens dat plan zou enerzijds de rol van de Raad van Bestuur van de Publieke Omroep worden versterkt, anderzijds zouden de omroepverenigingen het alleenrecht krijgen op het uitzenden van opiniërende programma's. Voor de NPS zou in het nieuwe omroepbestel geen plaats meer zijn, en evenmin voor samenwerkingsprogramma's als Nova, Zembla en Buitenhof. Het plan oogstte veel kritiek van programmamakers. Door het aftreden van de D66-bewindslieden in juni 2006 kwam het niet tot behandeling in de Tweede Kamer.
Op 29 juni 2006 trok de Tweede Kamerfractie van D66 de steun aan het kabinet in, wegens haar blijvende onvrede met het vreemdelingenbeleid van minister Verdonk, culminerend in de crisis rond de verblijfsstatus en nationaliteit van VVD-Kamerlid Ayaan Hirsi Ali. Op 3 juli 2006 werd aan Van der Laan eervol ontslag verleend, nadat zij samen met de andere twee bewindslieden van D66, de ministers Alexander Pechtold en Laurens Jan Brinkhorst, daartoe een verzoek bij de koningin had ingediend.

### Na de politiek
Op 1 maart 2007 werd Van der Laan programmadirecteur van het bedrijf TCN Property Projects, de beheerder van onder meer het Media Park in Hilversum. In datzelfde jaar werd ze mede-initiatiefnemer en voorzitter van Stichting Kosmopolis, die tot doel had het multiculturele debat op gang te brengen. Na twee jaar bleek de stichting in de schulden te zitten en stopte het ministerie van Onderwijs, Cultuur en Wetenschap de subsidie. De stichting raakte daarop in faillissement.
In juni 2009 werd Van der Laan benoemd tot algemeen directeur van de Kamer van Koophandel Oost Nederland waar ze op 1 augustus 2009 aan de slag ging. Een maand later werd ze benoemd tot voorzitter van de AOC-Raad, de belangenvereniging van de agrarische opleidingscentra (de "groene" VMBO- en MBO-scholen) in Nederland. Per 16 augustus 2010 werd dit haar hoofdfunctie en beëindigde zij haar werkzaamheden bij de Kamer van Koophandel.
Van 1 september 2015 tot 1 augustus 2021 was Van der Laan voorzitter van Energie-Nederland, de branchevereniging van energiebedrijven. Tussen 5 oktober 2015 tot oktober 2019 was ze voorzitter van de Referendumcommissie. Daarnaast was zij lid van de Raad van Toezicht van de Consumentenbond en het topklinisch ziekenhuis Medisch Spectrum Twente. Verder is zij onafhankelijk voorzitter van RODAP (RechtenOverleg Distributie van Audiovisuele Producties), onafhankelijk voorzitter van het de Stichting Nationaal Luisteronderzoek en lid van het bestuur van de Stichting Berenschot Beheer. Per 1 augustus 2021 is Van der Laan voorzitter van de Nederlandse Vereniging van Banken.

### Verdere personalia
Van der Laan is een leerling van het Lectorium Rosicrucianum en was in die hoedanigheid lid van het bestuur van de Stichting Scholen van het Rozenkruis (1999-2003). Van der Laan is gehuwd en heeft twee kinderen.